# Trebižat
Trebižat är ett vattendrag i Bosnien och Hercegovina.   Det ligger i entiteten Federationen Bosnien och Hercegovina, i den södra delen av landet, 100 km sydväst om huvudstaden Sarajevo.
Trakten runt Trebižat består till största delen av jordbruksmark. Runt Trebižat är det ganska tätbefolkat, med 93 invånare per kvadratkilometer.